# Басвайлер
Басвайлер (нем. Baesweiler) — город в Германии, в земле Северный Рейн-Вестфалия.
Подчинён административному округу Кёльн. Входит в состав района Ахен.  Население составляет 27898 человек (на 31 декабря 2010 года). Занимает площадь 27,82 км². Официальный код  —  05 3 54 008.
Город подразделяется на 7 городских районов.

## Города-побратимы
Города-побратимы:
1. Франция — Монтессон (с 1990 года)